# Flipper (1996)
Flipper ist ein US-amerikanischer Abenteuerfilm aus dem Jahr 1996. Der von UIP/Universal-Studios produzierte Film handelt vom Delfin Flipper und ist im Wesentlichen eine Neuverfilmung des Spielfilms aus dem Jahr 1963. Der Film greift zeitgenössische Umwelt- und Tierschutzfragen auf.

## Handlung
Der 14-jährige Großstadtjunge Sandy fährt zu seinem Onkel Porter in ein Fischerdorf an der Küste Floridas. Sandy rettet einem Tümmler das Leben. Der Delfin ist gelehrig und kann sogar Kunststücke vorführen, und Sandy wird zum Gespräch des Dorfes. Die Fischer jedoch behaupten, Flipper würde die Köder fressen und die Fische verscheuchen, deshalb müssen Porter und Sandy Flipper im Meer aussetzen. Dieser kehrt jedoch krank zurück, da Giftmüll ins Meer gekippt wurde. Sie finden nach einem Abenteuer die Umweltverschmutzer.

## Auszeichnungen
- 1997 gab es eine Nominierung für den Blimp Award in der Kategorie Favorite Animal Star.
- Ebenfalls 1997 wurde der Film in der Kategorie Bestes Familiendrama und Beste Nebendarstellerin (Jessica Wesson) für den Young Artist Award und Elijah Wood in der Kategorie Bester Nachwuchsdarsteller für den YoungStar Award nominiert.

## Kritiken
„Ein naiver, aber vorzüglich fotografierter Familienfilm, der sich der aus einer Fernsehserie und einem früheren Kinofilm (1962) bekannten Tierfigur bedient; attraktiv durch seine Unterwasseraufnahmen.“

## Serien und weitere Kinofilme
- Der originale Flipper-Film stammt aus dem Jahr 1963; 1964 folgte die Fortsetzung Neues Abenteuer mit Flipper.
- Die Serie Flipper besteht aus drei Staffeln und lief von 1964 bis 1967, 1995–2000 folgte die Serie Flippers neue Abenteuer mit vier Staffeln.

## Veröffentlichung
Nach seinem Kinostart am 17. Mai 1996 spielte Flipper, bei einem Produktionsbudget von über 25 Mio. US-Dollar, etwa 20 Mio. US-Dollar wieder ein. In Deutschland wurde der Film nach seinem Kinostart am 25. Juli 1996 von 258.260 Kinobesuchern gesehen.